# Sclessin
Sclessin est un quartier de Liège, situé sur la rive gauche de la Meuse. Ce quartier est bordé au sud  par la Meuse, à l'ouest par Tilleur, au nord par le quartier de Cointe et à l'est par le quartier des Guillemins. Sclessin, ancien quartier d'Ougrée a été rattaché à Liège lors de la fusion des communes en 1977.
Sclessin, quartier actuellement essentiellement industriel, héberge le stade Maurice Dufrasne qui accueille les matchs de football du Standard de Liège.

## Histoire
Sclessin et une petite partie d'Ougrée dénommée Ougnée faisaient partie jusqu'au début du XVIIIe siècle de la principauté de Stavelot-Malmedy. Ce n'est qu'en 1768 que ces deux entités furent cédées, par le prince-abbé de Stavelot au prince-évêque de Liège, Charles-Nicolas d'Oultremont en échange de Vien et Anthisnes. Le sort de Sclessin et d'Ougrée allait se rejoindre par la suite, après la révolution liégeoise et l'annexion de la principauté de Liège par la France, par un décret de l'an IV du calendrier républicain (1795), les deux lieux sont rattachés au canton de Seraing, au département de l'Ourthe ou Ourte. 
Il est difficile de s'imaginer, aujourd'hui, que Sclessin a été durant de nombreux siècles un village agricole et viticole. Un lieu privilégié où, dès le XVIIIe siècle, les Liégeois fortunés venaient construire leur seconde résidence. De cette époque, il ne reste que peu de choses dont le château de Beaumont, le vocable côté campagne qui désigne la zone du quartier entre la colline de Cointe et la ligne de chemin de fer et quelques anciennes demeures.

## Démographie
En 2001, la population était de 5 051 habitants (soit 2,72 % de la population totale de la Ville de Liège) et la densité de 1 717 hab/km2. Cette population a diminué de 5 % depuis 1991, ce qui est comparable à la moyenne communale. L’habitat ouvrier, ancien et parfois vétuste, est imbriqué entre les bâtiments industriels ou les friches. Il est occupé par une population présentant un profil socio-économique relativement peu favorisé. Parmi les actifs, 25 % sont à la recherche d’un emploi. Ce taux de chômage est légèrement inférieur à celui observé pour l’ensemble de la ville. Enfin, le revenu annuel moyen par déclaration s’élève à un peu plus de 19 000 euros, soit une valeur inférieure de plus de 2 000 euros par rapport à la moyenne communale. 

## Économie
D’après les bases de données combinées Bel-first et « entreprises » de la Chambre de Commerce, plus de 70 entreprises (indépendants exclus) sont établies à Sclessin pour un nombre d’emplois supérieur à 1 500 unités (données partielles) en 2004. Ces entreprises occupent plusieurs dizaines d’hectares.
Au niveau de la structure de l’activité, celle-ci est dominée par le secteur manufacturier qui totalise 34 % des entreprises, dont la majorité dans le secteur plus spécifique des métaux. Les autres activités principales sont le commerce de gros et automobile avec 18 % et les services marchands avec 17 % des entreprises. Le commerce de détail et les services non marchands sont par contre très peu présents sur l’axe. Parmi les entreprises présentes dans le quartier, certaines ont une position importante sur le marché mondial : Marichal Ketin, TDS Acior, Ateliers François, Taylored Blanks… D’autres entreprises performantes ont une activité plus orientée sur le marché de proximité. Enfin, dans le voisinage de cet axe industriel se trouvent également des entreprises de pointe fortement enclavées dans le tissu urbain.

## Sites particuliers

### Civils
- Château de Beaumont
- Pont d'Ougrée
- Stade du Standard de Liège
- Château de Sclessin
- Vignoble de la côte d'or
- Val-Benoît
- Institut Scientifique de Service Public (ISSeP)

### Industriels
- Ateliers de construction de La Meuse

### Patrimoniaux et culturels
Le château du 17e, abrite une école de théâtre, le Centre Antoine Vitez, et le théâtre de l'Aléna.